# Miltach
Miltach ist eine Gemeinde im Oberpfälzer Landkreis Cham.

## Geografie

### Geografische Lage
Die Gemeinde liegt im Bayerischen Wald im Gebiet der Regensenke.
Die bergige Gegend bietet interessante Wanderrouten und liegt nicht weit entfernt vom Skigebiet des Großen Arbers. Prägend für das Erscheinungsbild der Gemeinde sind aber auch die beiden Fließgewässer, der Regen und der Perlbach, die in Miltach zusammenfließen.

### Gemeindegliederung
Es gibt 26 Gemeindeteile (in Klammern ist der Siedlungstyp angegeben):
- Allmannsdorf (Dorf)
- Altrandsberg (Kirchdorf)
- Anzenberg (Dorf)
- Auwies (Weiler)
- Dietershof (Einöde)
- Eben (Weiler)
- Eismannsberg (Weiler)
- Gferet (Weiler)
- Heitzelsberg (Weiler)
- Höhenried (Weiler)
- Holzhof (Einöde)
- Hütten (Einöde)
- Kagerhof (Einöde)
- Liebmannsberg (Einöde)
- Linden (Weiler)
- Miltach (Pfarrdorf)
- Obergschaidt (Weiler)
- Oberndorf (Dorf)
- Obervierau (Weiler)
- Rabenhof (Einöde)
- Riedern (Weiler)
- Riedhof (Einöde)
- Rossweidmühle (Einöde)
- Rummermühle (Einöde)
- Schwarzenbühl (Weiler)
- Untervierau (Dorf)

Es gibt die Gemarkungen Allmannsdorf, Altrandsberg, Eismannsberg,  Kreuzbach, Miltach und Oberndorf. Kursiv dargestellte Gemeinden werden mit Nachbargemeinden geteilt.

## Geschichte

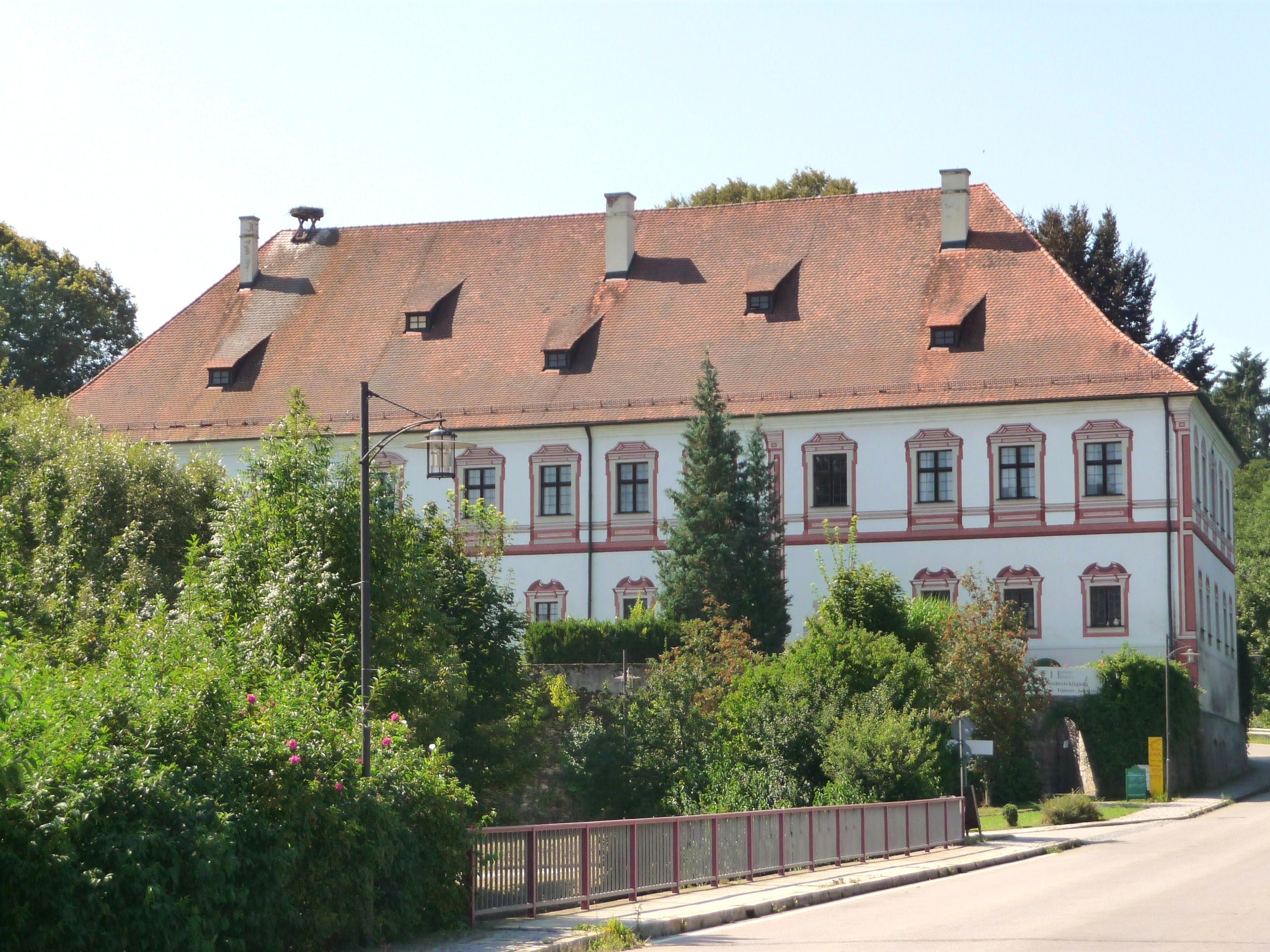
Schloss Miltach

### Bis zur Gemeindegründung
Miltaha wurde erstmals im Jahr 1070 erwähnt. Um das Jahr 1100 gehörte es den Grafen von Bogen und im ausgehenden 12. Jahrhundert den Markgrafen von Cham.
Im Jahr 1307 wurde Miltach an Konrad von Chamerau verpfändet, 1321 besaßen es die Sattelbogen.

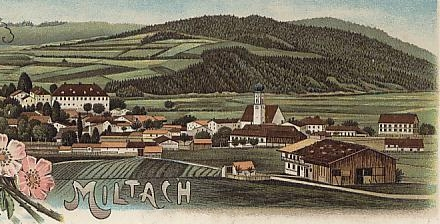
Miltach um 1900

1463 war Miltach wieder landesfürstlich. Im Löwlerkrieg wurde der Ort 1492 durch die Aufständischen geplündert, ebenso im September 1504 während des Landshuter Erbfolgekrieges durch böhmisch-pfälzisches Kriegsvolk. Schloss Miltach entstand vermutlich um das Jahr 1600 unter Justinian von Peilnstein.
1650 erwarb der Neukirchner Pfleger Johann Wilhelm von Leiblfing das Schloss und die Hofmark Miltach. 1679 wurden erstmals die Schönprunner als Besitzer auf Schloss Miltach erwähnt.
Miltach gehörte von da an den Freiherren von Schönprunn. Der Ort war Teil des Kurfürstentums Bayern und bildete eine geschlossene Hofmark. Auch das zur Gemeinde Miltach zählende Altrandsberg bildete eine geschlossene Hofmark (Freiherren von Leoprechting). Im Zuge der Verwaltungsreformen in Bayern entstand mit dem Gemeindeedikt von 1818 die heutige Gemeinde.

### 19. und 20. Jahrhundert
1820 wurde dem Geschlecht der Schönprunner die Errichtung eines Patrimonialgerichts II. Klasse für Miltach gestattet. Bis zur Aufhebung der Patrimonialgerichtsbarkeit 1849 blieben die Schönprunner die Hofmarksherren in Miltach.
Die Besitzer des Schlosses wechselten seither mehrmals. Von 1871 bis 1875 gehörte es dem Schriftsteller Maximilian Schmidt. Seit 1979 ist es im Besitz der Familie Schleyerbach und dient unter anderem für Ausstellungen und Musikveranstaltungen.

### Eingemeindungen
- Am 1. Februar 1963 wurde die Gemeinde Allmannsdorf aufgelöst. In der Folge wurden die Gemeindeteile Allmannsdorf und Obergschaidt in die Gemeinde Eismannsberg eingegliedert, die Gemeindeteile Untergschaidt und Wimbach kamen zur Gemeinde Kreuzbach.[4]
- Im Zuge der Gebietsreform in Bayern wurden am 1. Januar 1972 die Gemeinden Altrandsberg, Oberndorf und aus der aufgeteilten Gemeinde Kreuzbach die Gemeindeteile Anzenberg, Höhenried und Dietersdorf, nicht aber der namensgebende Gemeindeteil Kreuzberg sowie die erst 1963 eingegliederten Gemeindeteile Untergschaidt und Wimbach (diese drei Orte wurden zeitgleich in die Gemeinde Blaibach umgegliedert) in die Gemeinde Miltach eingegliedert.[4]
- Am 1. Mai 1978 wurde die Gemeinde Eismannsberg mit den Gemeindeteilen Eismannsberg, Allmannsdorf und Obergschaidt nach Miltach eingegliedert.[5]

### Einwohnerentwicklung
Zwischen 1988 und 2018 wuchs die Gemeinde von 2226 auf 2267 um 41 Einwohner bzw. um 1,8 %.
- 1961: 1832 Einwohner
- 1970: 1885 Einwohner
- 1987: 2211 Einwohner
- 1991: 2296 Einwohner
- 1995: 2305 Einwohner
- 2000: 2351 Einwohner
- 2005: 2372 Einwohner
- 2010: 2308 Einwohner
- 2015: 2295 Einwohner
- 2024: 2379 Einwohner

## Politik

### Gemeinderat
Im Gemeinderat sitzen 14 ehrenamtliche Bürger. Die Gemeinderatswahl am 16. März 2014 und am 15. März 2020 hatten folgende Ergebnisse:
| Partei                                | Anteil 2014 | Sitze 2014 | Anteil 2020 | Sitze 2020 |
| CSU/Freie Wählergemeinschaft          | 26,1 %      | 4          | 22,8 %      | 3          |
| Freie Wählergemeinschaft Altrandsberg | 27,0 %      | 4          | 35,1 %      | 5          |
| Unabhängige Wählergemeinschaft        | 18,3 %      | 2          | 16,3 %      | 2          |
| Christliche Wählergemeinschaft        | 13,2 %      | 2          | 11,2 %      | 2          |
| Wählergemeinschaft Oberndorf          | 15,3 %      | 2          | 14,5 %      | 2          |
| Summe                                 | 100,0 %     | 14         | 100,0 %     | 14         |

2014 betrug die Wahlbeteiligung 68,9 %, 2020 lag sie bei 75,4 %.

### Bürgermeister
Erster Bürgermeister ist seit 1. Mai 2008 Johann Aumeier (Freie Wählergemeinschaft Altrandsberg); er wurde bei einem Mitbewerber am 15. März 2020 mit 79,4 % der gültigen Stimmen für weitere sechs Jahre im Amt bestätigt. Ebenso ist Eckl Franz (Wählergemeinschaft Oberndorf) der zweite Bürgermeister und der dritte Bürgermeister ist Röhrl Matthias (UWG – Unabhängige Wählergemeinschaft).

### Gemeindepartnerschaften
Seit einigen Jahren hat die Gemeinde einen Partnerort, Rathewalde (ein Ortsteil von Hohnstein), zu dem sie gute Kontakte pflegt.

## Wappen
| Wappen Gde. Miltach | Blasonierung: „Gespalten von Silber und Blau; über gesenktem Wellenbalken in verwechselten Farben vorne ein schwarzes Schildchen, darin ein wachsender goldener Schöpfbrunnen, hinten ein durch eine rechte Stufe von Silber und Schwarz geteiltes Schildchen.“ |
| Wappen Gde. Miltach | Wappenführung seit 1982 |

## Kultur und Sehenswürdigkeiten
Die Pfarrkirche St. Martin hat romanische Turmuntergeschosse und einen spätgotischen Chor. Das Langhaus wurde 1975 ausgebaut. Die Ausstattung stammt größtenteils aus der zweiten Hälfte des 18. Jahrhunderts. Im Chor sind Reste spätgotischer Fresken erhalten, ebenso ein farbig gefasstes Schnitzrelief um 1480, das den Tod Marias darstellt, sowie eine spätgotische Figur der hl. Barbara.

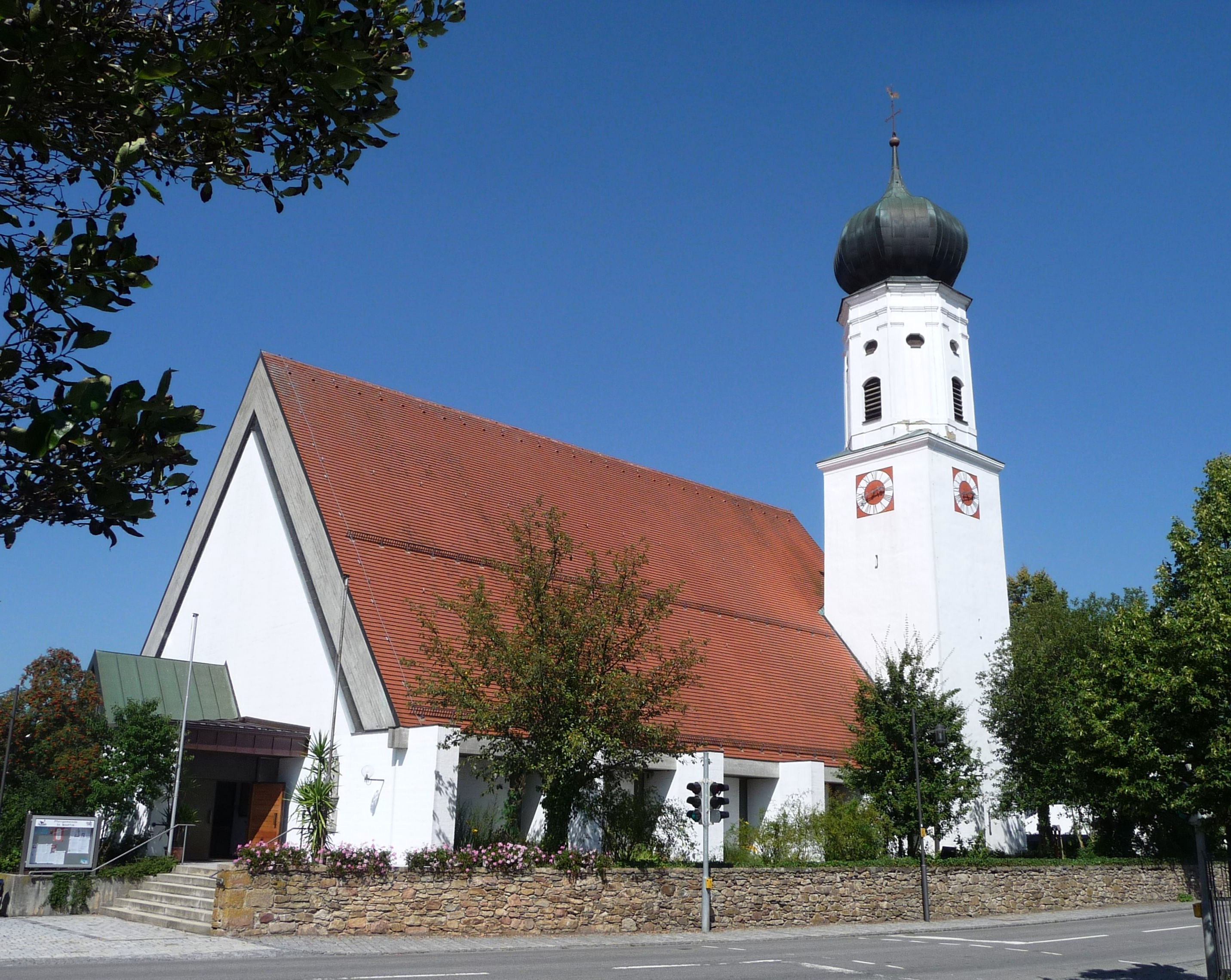
Die Pfarrkirche St. Martin

Die Friedhofskapelle auf dem teilweise von mittelalterlichen Mauern umschlossenen Friedhof wurde um 1720 neu aufgebaut. An der Straße nach Kötzting steht die kleine Maria-Hilfkapelle von 1780.
Schloss Miltach wurde um 1600 auf der Grundlage eines Vorgängerbaues aus dem 12. Jahrhundert erbaut. Das vierflügelige Schloss Altrandsberg geht ebenfalls auf das 12. Jahrhundert zurück und entstand in seiner heutigen Form im 16. und 17. Jahrhundert. Die beiden Schlösser in Miltach und Altrandsberg sind nach Sanierungen in einem hervorragenden Zustand. Neben den Ausstellungen finden dort regelmäßig kulturelle Veranstaltungen statt, die regen Zuspruch finden.

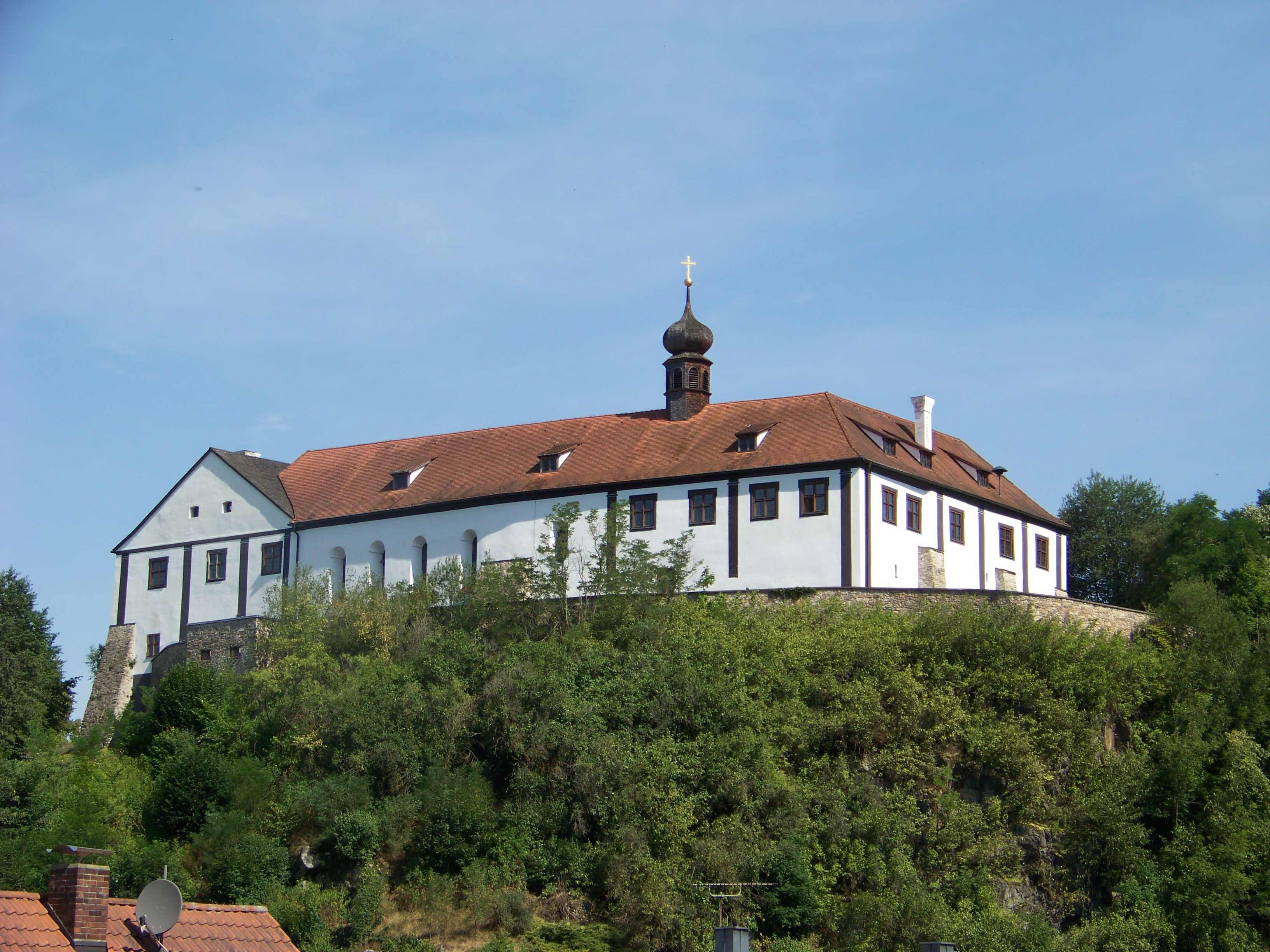
Schloss Altrandsberg

Bekannt ist die Gemeinde Miltach auch für den Martiniritt im November, der bisher über 180-mal abgehalten wurde und an dem sich über 200 Reiter mit festlich geschmückten Pferden beteiligen.

## Besonderheiten
Die Vereine bieten zahlreiche Sport- und Freizeitmöglichkeiten an. Der FC Miltach mit über 1000 Mitgliedern zählt sowohl im Fußball (Kreisliga Ost) als auch im Tischtennis (1. Bezirksliga) und vielen anderen Sparten zur sportlichen Elite im Landkreis Cham.

## Wirtschaft und Infrastruktur

### Wirtschaft einschließlich Land- und Forstwirtschaft
Weit über die Ortsgrenzen hinaus haben einige Vertreter der einheimischen Wirtschaft und Dienstleister Bedeutung, wie z. B. die Schaumwaffelfabrik Beier, die Holzspielwarenfabrik Nemmer, eine Bildgießerei, die Seniorenbetreuung Grassl oder auch eine Tierklinik.
2017 gab es in der Gemeinde 847 sozialversicherungspflichtige Arbeitsplätze. Von der Wohnbevölkerung standen 952 Personen in einem versicherungspflichtigen Beschäftigungsverhältnis. Damit war die Zahl der Auspendler um 105 Personen größer als die der Einpendler. 23 Einwohner waren arbeitslos. 2016 gab es 40 landwirtschaftliche Betriebe; von der Gemeindefläche waren 961 Hektar landwirtschaftlich genutzt.

### Verkehr
Miltach liegt an der B 85 zwischen den Städten Cham und Viechtach.
Der heute Haltepunkt Miltach liegt an der Bahnstrecke Cham–Bad Kötzting, 19 Minuten Fahrzeit von Cham entfernt. Die Züge der Oberpfalzbahn bedienen diesen zweistündlich.
In früheren Jahren war der Bahnhof sechsgleisig und trug bis in die 1980er Jahre den inoffiziellen Beinamen „größter Nebenbahnbahnhof Bayerns“. Hier endete die Bahnstrecke Straubing–Miltach bis 1995. Damit stellte die Gemeinde einen Knotenpunkt im Eisenbahnverkehr des Bayerischen Waldes dar. Diese Bahnstrecke wurde bis 1997 demontiert und zu einem Radweg zwischen Miltach und Bogen umgebaut.

## Öffentliche Einrichtungen

### Bildung
Es gibt folgende Einrichtungen:
- zwei Kindertageseinrichtungen mit zusammen 87 genehmigten Plätzen und 84 Kindern (Stand 1. März 2018) und
- eine Grundschule mit 18 Lehrkräften und 236 Schülern (Stand Schuljahr 2024/25).[9]

### Sonstige Infrastruktur
Als Kleinzentrum verfügt Miltach über weitere Einrichtungen:
Mehrzweckhalle, Sportanlagen (Fußball-, Tennisplätze), Apotheke, Arzt, Zahnarzt, Tierarzt (und Tierklinik), Seniorenbetreuung, Psychotherapeutische Praxis, sowie Bus- und Zugverbindungen in die nächsten Städte.